# Ernest Chambers
Ernest Henry Chambers (Hackney, 7 de abril de 1907 — 29 de janeiro de 1985) foi um ciclista britânico.
Em 1928, em Amsterdã, ele ganhou a medalha de prata na prova tandem, com John Sibbit. Em 1932, em Los Angeles, ele tornou a repetir na posição na prova tandem, tendo feito este par com seu irmão Stanley Chambers.